# SCART

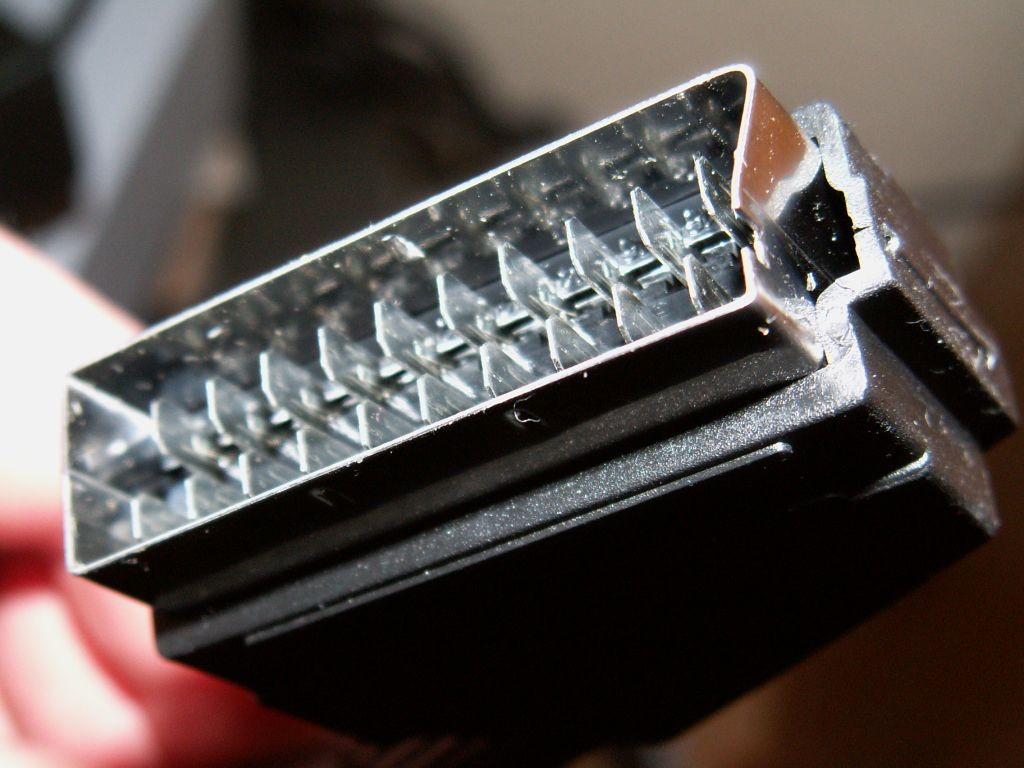
З'єднувач «SCART»

З'єднувач «SCART» (фр. Syndicat des Constructeurs d'Appareils, Radiorecepteurs et Televiseurs — «Об'єднання виробників радіоприймачів і телевізорів») — європейський стандарт для підключення мультимедійних пристроїв, таких як телевізор, відеомагнітофон, DVD-програвач. Інші назви: Peritel, евророз'єм, Euro-AV.

## Застосування
SCART уніфікує з'єднання різних пристроїв, він об'єднує всі необхідні сигнали в одному багатополюсному штекері. Хоч в даний час (початок 2015) аналоговий спосіб передачі відеосигналів  стандартної роздільної здатності (NTSC, SECAM, PAL) витісняється цифровими стандартами високої чіткості (720p, 1080p)) переважна більшість стаціонарних телевізорів та DVD-програвачів все ще оснащуються як мінімум одним роз'ємом SCART.
Окрім аудіо- і відеосигналів через SCART можлива передача аналогових і цифрових команд. Наприклад, якщо увімкнути відеомагнітофон, то автоматично вмикається і телевізор.
Протокол управління відеотехнікою CEC, що передається через роз'єм SCART, дозволив спростити налаштування різної техніки  з допомогою одного пульта. Наприклад, з  пульта телевізор а, можна запрограмувати відеомагнітофон на запис в заданий час з супутникового або кабельного  цифрового ресивера.

## Розробка
До появи стандарту SCART використовувалася велика кількість різних роз'ємів, що часто ускладнювало з'єднання пристроїв, вироблених різними фірмами. Відмінності були як у фізичному виконанні роз'ємів, так і в специфікаціях сигналів.
В 1978 році у  Франції був розроблений стандарт SCART. З 1981 року у Франції було заборонено продавати телевізори, не оснащені роз'ємом SCART. Вже з 1984 року SCART став стандартом в європейських країнах.

## Схема

Розпіновка SCART (гніздо)

| Pin | Призначення                                                             | Рівень (амплітуда) сигналу                              | Вхідний (вихідний) опір   | Відповідність кольорам роз'єму RCA |
| --- | ----------------------------------------------------------------------- | ------------------------------------------------------- | ------------------------- | ---------------------------------- |
| 1   | Вихід правого звукового каналу                                          | 0.2~2В (0.5В)                                           | <1кОм                     | Зелений                            |
| 2   | Вхід правого звукового каналу                                           | 0.2~2В (0.5В)                                           | >10кОм                    | Червоний                           |
| 3   | Вихід лівого звукового каналу (або моно)                                | 0.2~2В (0.5В)                                           | <1кОм                     | Чорний                             |
| 4   | Спільна «земля» для звукових каналів                                    |                                                         |                           |                                    |
| 5   | «Земля» для синього компонентного сигналу                               |                                                         |                           |                                    |
| 6   | Вхід лівого звукового каналу (або моно)                                 | 0.2~2В (0.5В)                                           | >10кОм                    | Білий                              |
| 7   | Вхід синього сигналу B                                                  | Амплітуда 0.7В                                          | 75Ом                      |                                    |
| 8   | U перемикання "відеовхід" - "ТБ"(16:9)                                  | 0~2В (логічний "0")→ТБ 9.5~12В (логічна "1")→ відеовхід | вхід: >10кОм вихід: <1кОм |                                    |
| 9   | «Земля» для зеленого компонентного сигналу                              |                                                         |                           |                                    |
| 10  | Синхросигнал (Data 2)                                                   |                                                         |                           |                                    |
| 11  | Вхід зеленого сигналу G                                                 | Амплітуда 0.7В                                          | 75Ом                      |                                    |
| 12  | Data2 I2C                                                               |                                                         |                           |                                    |
| 13  | «Земля» для червоного компонентного сигналу / Спільний C-каналу S-Video |                                                         |                           |                                    |
| 14  | Data/Clock I2C, спільний                                                |                                                         |                           |                                    |
| 15  | Вхід/вихід червоного компонентного сигналу R / C-канал S-Video          | Амплітуда 0.7В                                          | 75Ом                      |                                    |
| 16  | U пермикання ТБ-RGB-вхід (FastSwitch)                                   | 1~3В (логічна "1")→RGB-вхід 0~0.4В (логічний "0")→ТБ    | 75Ом                      |                                    |
| 17  | Video, спільний / Спільний Y-канала S-Video                             |                                                         |                           |                                    |
| 18  | U перемикання, спільний для контакту 16                                 |                                                         |                           |                                    |
| 19  | Вихід композитного відеосигналу / Вихід Y-каналу S-Video                | Амплітуда 0.7В                                          | 75Ом                      | Синій                              |
| 20  | Вхід композитного відеосигналу / Вхід Y-каналу S-Video                  | Амплітуда 0.7В                                          | 75Ом                      | Жовтий                             |
| 21  | Заземлення корпусу                                                      |                                                         |                           |                                    |

## Переваги
- Стандарт не дає можливості підключити штекер неправильно. Невеликим обмеженням є те, що потрібно докласти  фізичну силу для з'єднання або роз'єднання гнізда і штекера.
- Проста і швидка комутація. Виключається небезпека переплутати однакові за формою штекери.

## Недоліки
- Стандартним комутаційним кабелем з роз'ємами SCART на обох кінцях можна з'єднувати між собою лише два пристрої. Виключається можливість, наприклад, окремо подавати відеосигнал на телевізор а аудіосигнал на аудіопідсилювач.